# PhotoImpact
PhotoImpact（フォトインパクト）はコーレル社が販売していたMicrosoft Windows 用ビットマップ画像編集ソフトウェアである。写真編集やWeb用画像素材の作成などによく使用されていた。

## 概要
PhotoImpact は、レイヤー機能やフィルタなどをはじめとして、コンピュータグラフィックスに要求される様々な機能を搭載した多機能なWindows用グラフィックソフトである。
高度な画像編集機能を有しており、写真編集、画像処理、イラストレーションなど、様々な用途に使われた。フィルタ(2500種以上)やオブジェクト(700種以上)、フォトフレーム(300種以上)などが大量に同梱されているのが特徴で、VideoStudioやDVD MovieWriterといった同社の他のソフトと連携ができるように設計されていた。

## 歴史
PhotoImpactは、台湾のソフト会社ユーリードシステムズ(Ulead)が開発したものであり、イメージ編集とWebページ作成の両方に対応した最初のグラフィックソフトウェアである。ベクタ2Dと3Dグラフィックにペインティングが可能。 ユーリード社は当初PhotoStylerを開発・販売していたが、1994年同ソフトがアドビシステムズに吸収され、そこで「ImagePals」というソフトを発展させる形で新たに開発・発売したのがPhotoImpact(Ver.3)であった。以後バージョンアップされ、Adobe Photoshop と競合する程の商品となる。
ユーリード社は2005年にインタービデオ社に買収され、更に2007年に同社がコーレルに吸収されたため、その後はコーレルから販売されていた。 ちなみに当時の商品名には、「PhotoImpact」を開発したユーリード社の名が冠され「Ulead PhotoImpact」となっていた。
2012年1月頃から店頭パッケージが姿を消し、その後はダウンロード販売のみとなった。

## 特徴
有名な写真編集ソフトウェアであるPhotoshopや、同社発売のCorel PaintShop Pro などよりも容量、動作ともに軽く、なおかつRAWデータの対応数が多い。
JPEG 、PNG 、GIF などの一般的な画像ファイルフォーマットに対応しているほか、オブジェクトの関係を維持したままで可逆圧縮が可能な独自のファイル形式(拡張子UFO) での保存が可能であった。

## 同梱製品
バージョンによっては Cool360(パノラマ写真作成ソフト)、Ulead GIF Animator (GIF 動画作成ソフト) などが付属しており、ホームページの動画バナーなども作れるようになっていた。また当時の最新バージョンであった X3(13)ではMediaOne（写真管理ソフト）、Painter Essentials 3 (ペイントソフト)が同梱されていた。

## ソフト間の連携
PhotoImpact は、同社で発売されているソフトとの連携が図られていた。たとえば、写真管理ソフトMediaOneで、細かい編集をしたい画像があった場合に、「PhotoImpactで編集」というボタンを押せば、PhotoImpactから画像を立ち上げることができたり、VideoStudioやMovieWriterのメニュー画面を「DVDメニュー作成ウィザード」で作成することも可能であった。